# Cultura Chinchorro

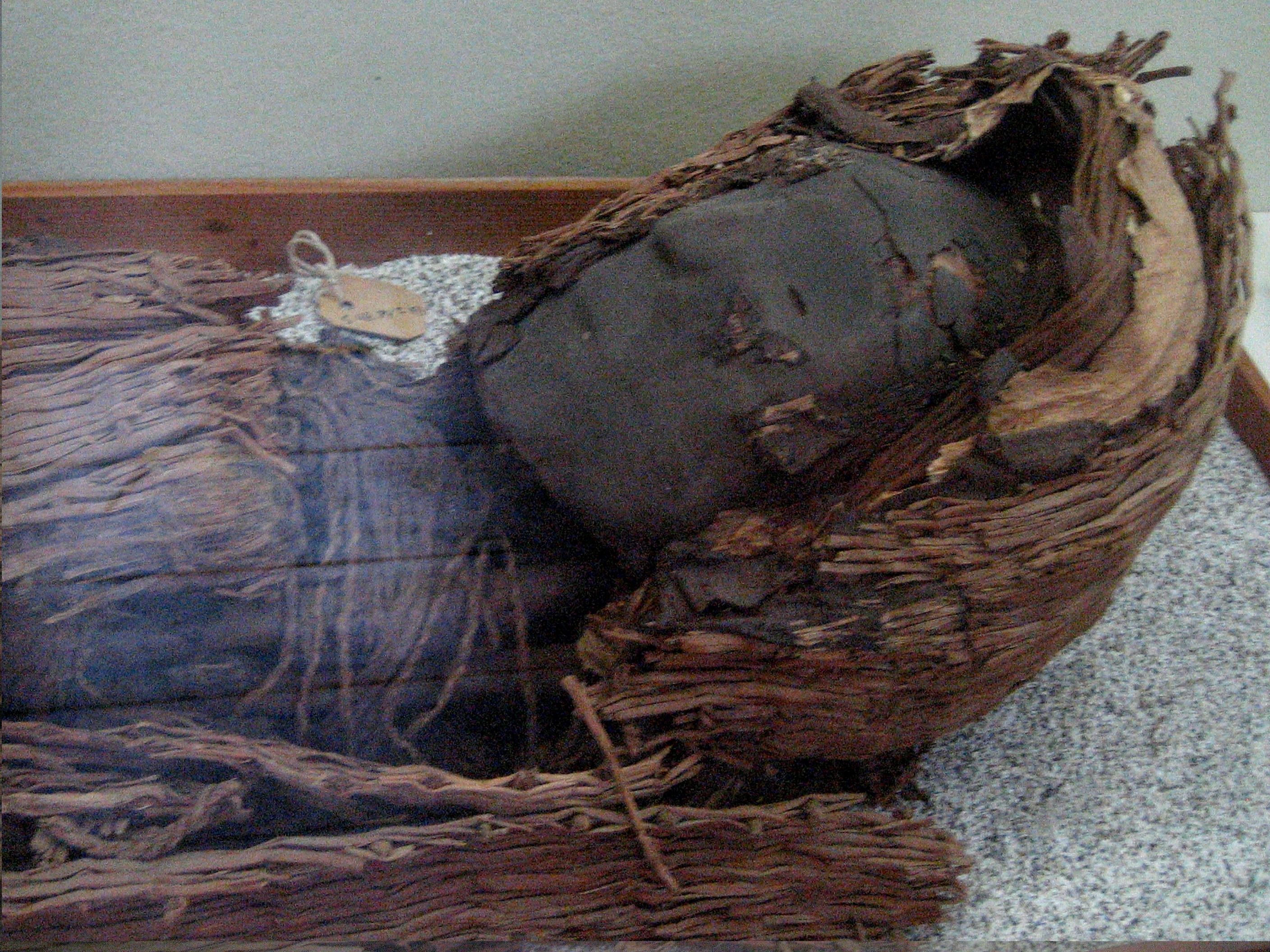
Mummia della cultura Chinchorro.

Cultura Chinchorro è il nome dato a un gruppo di pescatori che hanno abitato lungo le coste del deserto di Atacama tra il 7020 e il 1500 a.C., da Ilo (Perù) a nord fino ad Antofagasta (Cile) a sud, e che hanno stabilito il proprio nucleo nell'odierna città di Arica e nelle valli di Azapa, Camarones e Lluta.
Questo gruppo si distingue dagli altri cacciatori raccoglitori per i suoi riti funerari: circa nel 5050 a.C. sono stati i primi a livello mondiale a mummificare artificialmente i loro morti. Le mummie della cultura Chinchorro, il cui nome si deve alla spiaggia omonima dove sono stati trovati interi gruppi di mummie, sono state iscritte dal settembre 1998 nell'elenco indicativo del Cile, la tappa previa per una futura candidatura per essere dichiarato Patrimonio dell'Umanità.

## Antecedenti
Ci sono diverse teorie che cercano di spiegare l'origine della cultura Chinchorro. Una di queste ne fa partire l'origine dagli spostamenti lungo la costa da nord a sud; altre teorie sostengono, invece, che sarebbe sorta a seguito di movimenti di popoli nomadi dalla regione amazzonica o dalla Cordigliera delle Ande. La popolazione si stanziò allo sbocco delle valli di Azapa, Camarones e Lluta, dove sono state ritrovate mummie che precedono di duemila anni quelle egizie.

## Le mummie e i loro materiali

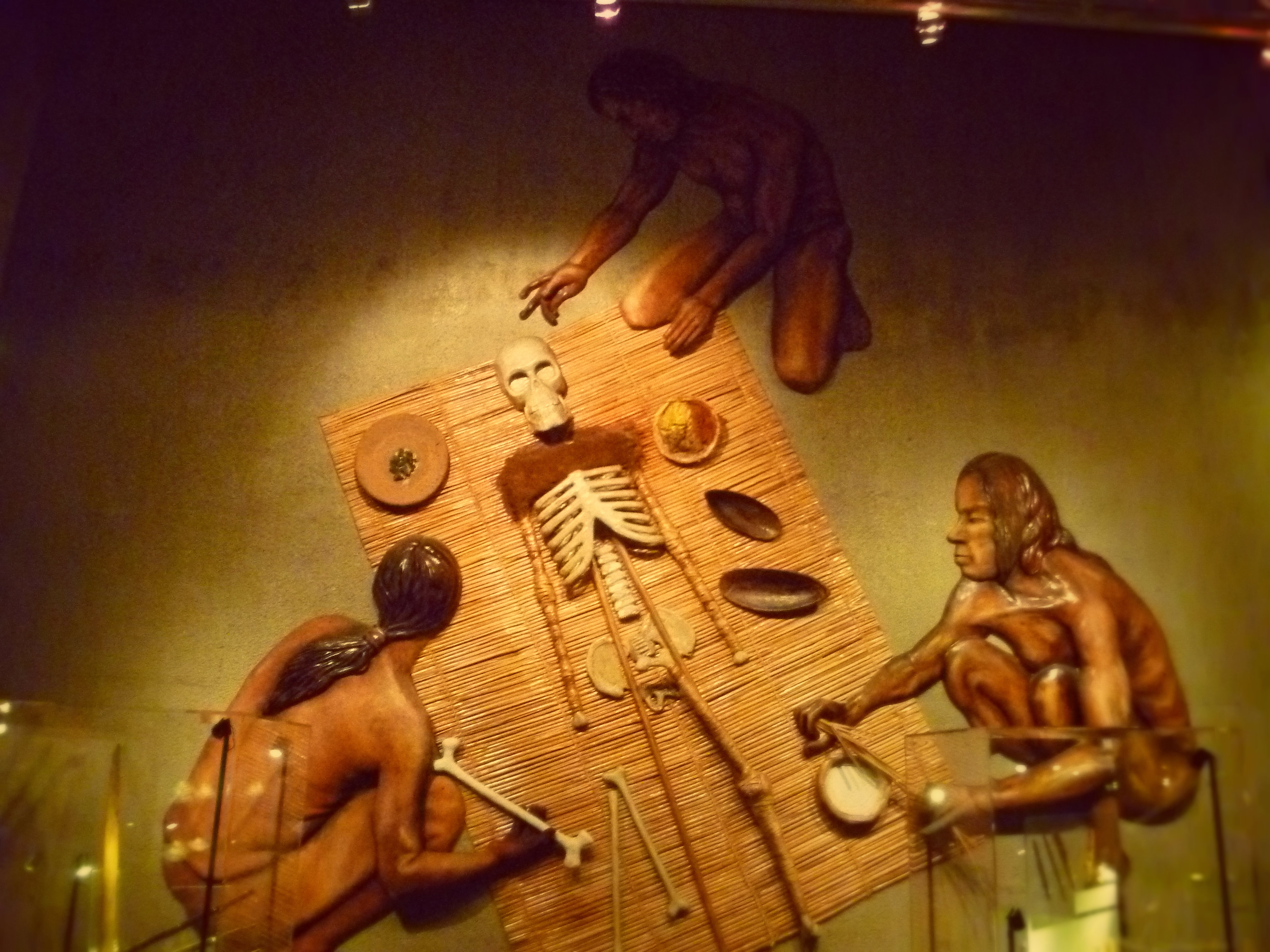
Rappresentazione di una mummificazione Chinchorro nel Museo Archeologico San Miguel di Azapa.

I motivi che si suppongono all'origine di questa pratica sono molteplici; comunque, secondo diversi ricercatori, ciò risponderebbe a una necessità pratica dei popoli nomadi. Recenti studi segnalano alti tassi di arsenico nella valle di Camarones, che superano di cento volte i valori raccomandati dall'OMS, e che con ogni probabilità hanno aumentato il numero degli aborti spontanei e della mortalità infantile. La mummificazione sarebbe, quindi, una risposta emotiva empatica dei familiari per preservare nella migliore maniera i resti dei figli deceduti.
Il sistema utilizzato era molto semplice: il corpo veniva privato della pelle, dei tessuti muscolari e degli organi interni, incluso il cervello. Dopo era modellato col fango e ricoperto di pelle. La parafernalia includeva una maschera, che riproduceva attentamente la bocca e le fosse nasali, oltre a modellare gli organi sessuali. La mummia, una volta terminata, includeva una parrucca confezionata con capelli umani.
Ad oggi si ignora il numero esatto di mummie esistenti: quelle ritrovate sono state distribuite tra il Museo di Azapa, il Sitio de Colón, il museo di storia naturale di Santiago e quello di Valparaíso.

### Tipi di mummificazione
La società Chinchorro ha dimostrato un'ampia conoscenza dell'anatomia umana, un complesso rituale e una delicata rappresentazione artistica del corpo umano. A differenza di qualsiasi altro gruppo di pescatori e cacciatori contemporanei in tutto il mondo, questi gruppi avevano una peculiare cura dei propri morti: che fossero membri dell'élite o gente comune, uomini, donne e bambini, inclusi i feti, tutti erano attentamente trattati col fine di preservare i corpi e mantenere un buon aspetto dopo la morte.

#### Mummie nere

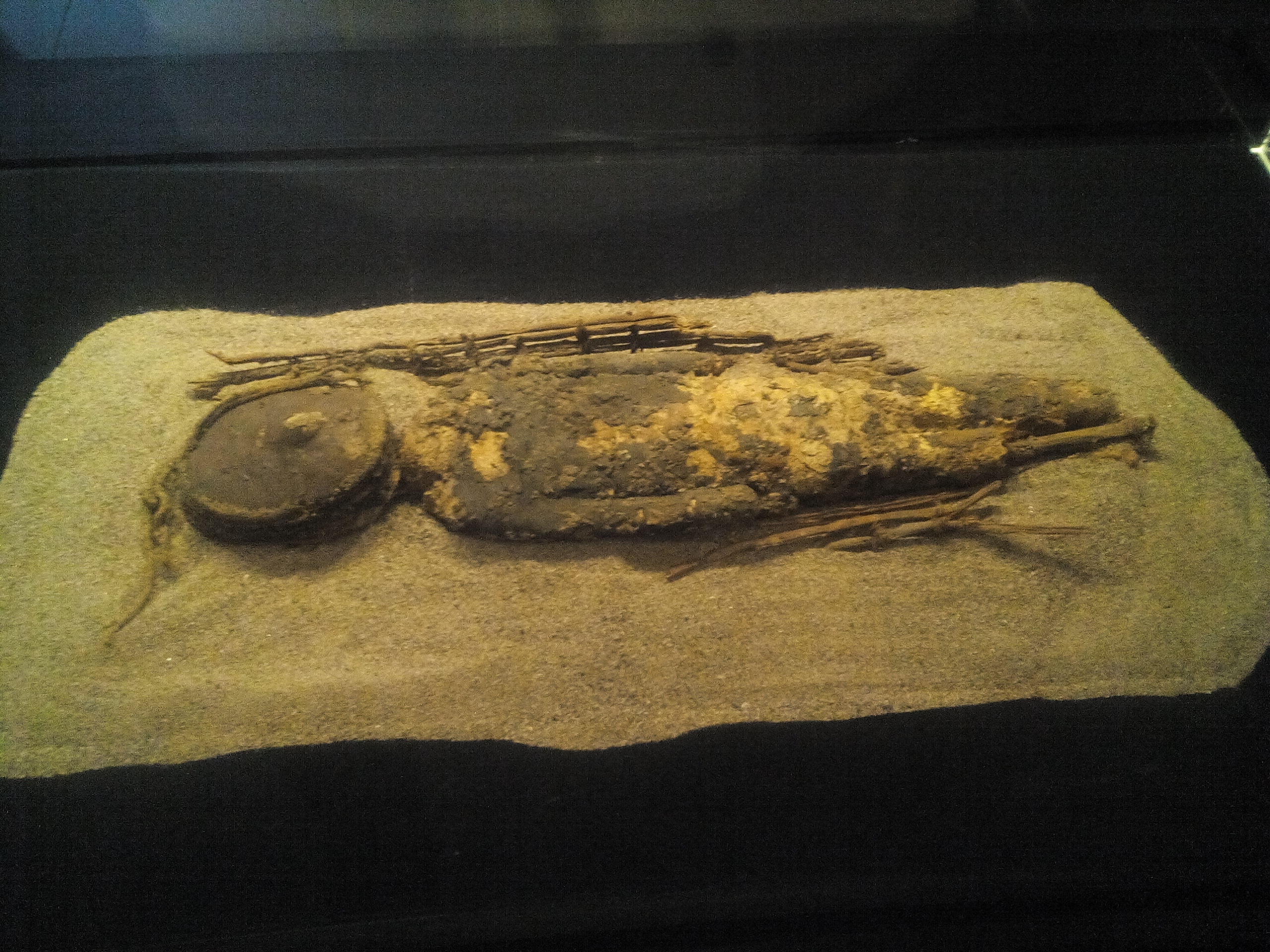
Mummia di un neonato, tipo nero

Queste mummie furono create tra il 5050 e il 3000 a. C. I preparatori rimuovevano il cervello e gli organi del defunto, ricostruivano il corpo con argilla grigia e fibra naturale, poi riempivano il cranio con paglia o cenere, e usavano canne per cucire e unire nuovamente la pelle che connette la mandibola al cranio. Mantenevano la colonna retta e unita alla testa con un palo. In seguito, restauravano la pelle usando a volte quella del leone marino o di altri animali. La testa era adornata con una maschera facciale e una parrucca di pelo umano corto e nero.

#### Mummie rosse
Queste mummie furono create dal 2500 al 2000 a. C. Venivano eseguite delle incisioni nello stomaco, spalle e caviglie per poter estrarre gli organi e la muscolatura. Immediatamente si asciugavano le cavità e si provvedeva a introdurre supporti longitudinali per rinforzare e mantenere il corpo. Le cavità erano riempite con terra, piume e argilla. La testa era adornata con una parrucca lunga e nera, mentre tutto il corpo, ad eccezione della faccia, veniva dipinto con ossido ferrico.

#### Mummie bendate
Questo tipo di mummie, create a partire dal 2000 a.C., sono una variante delle mummie rosse: la differenza consta nella disposizione della pelle in forma di bendaggi. In alcune occasioni, gli imbalsamatori utilizzavano fibra vegetale in tutto il corpo del defunto.